# Agostino di Duccio
Agostino di Duccio, italijanski kipar in arhitekt, * 1418, Firence, † ok. 1481, Perugia.
Od Donatella je prevzel tehniko stiacciato in jo uporabljal za iskanje bolj tekočih površinskih dekoracij, z rahlo hladno gracioznostjo, opredeljeno kot »neoattica«.

## Življenjepis
Rodil se je v Firencah leta 1418 in njegovo usposabljanje je potekalo v stiku z Donatellom in Michelozzom med delom na zunanji prižnici stolnice v Pratu.
Leta 1441 je bil obtožen kraje dragocenih materialov in izgnan iz domačega kraja. Ko se je zatekel v Modeno, je leta 1442 naslikal oltar San Geminiano za stolnico v Modeni, kjer prevladuje Michelozzijev vpliv.
Leta 1446 je bil v Benetkah, kjer je študiral poznogotske skulpture in spoznal Mattea de' Pastija, ki ga je poklical za okrasitev notranjosti Tempio malatestiano v Riminiju.

### Tempio Malatestiano
.
V Riminiju je bil od leta 1449 do 1457 zaposlen kot oblikovalec in deloma kot izvajalec reliefne dekoracije notranjosti Tempio malatestiano.
Okrasitev je vključevala nekakšen enciklopedični program z vložki poganskih figur in kompleksnih alegorij za namen počastitve naročnika Sigismonda Pandolfa Malateste in njegove rodbine. Po besedah Roberta Valturia je ikonografski program izdelal naročnik sam, bolj realno pa bi si ga lahko zamislili intelektualci, zbrani na dvoru pri Malatesti (Basino da Parma, Roberto Valturio, Poggio Bracciolini).
Reliefi vzdolž arhitekturnih členov niso preveč poudarjeni in skoraj breztežni.
V stranskih kapelah je izvajal različne cikle:
- Teološke vrline v kapeli San Sigismondo, vstavljene v ozke in plitve niše z angeli, ki držijo zaveso;
- plešoči putti in glasbeniki na azurno modri podlagi v kapeli Isotta;
- predstavitev planetov in znakov zodiaka skupaj z zmagoslavno kočijo Marsa, Venere in Lune v kapeli planetarnih božanstev.

V kapeli planetarnih božanstev, znani tudi kot Zodiak, sta dva reliefa, ki alegorično govorita o Sigismundu: na prvem se z morja vidi mesto Rimini, katerega obzidje, stolpi, grad in Tiberijev most prepozna z ladjo s polnimi jadri v pristanišču, zgoraj, znak Raka, zodiakalno znamenje Malateste, predstavljen namesto Škorpijona, znamenje mesta Rimini; drugi, imenovan Sigismondov brodolom v pogledu na otok Fortunata, je vzet iz hvalne pesmi Basinia Basinija, v prizoru človek, ki vesla v čolnu sredi razburkanega morja, naseljenega z morskimi pošasti, so lahko trije otoki prepoznajo vsakega z drugo živaljo: ptico, levom in slonom.
Na levi so kapela svobodnih umetnosti in muz, s poosebitvami Umetnosti, Apolona in Muz, pa tudi alegorije Filozofije, Botanike, Sloge in Glasbe. Naslednja kapela je z igrami puttov v osemnajstih kvadratih, znanih kot Otroške igre ali Angel varuh. Zadnja je kapela Madonna dell'Acqua s sibilami, preroki in Minervinim zmagoslavjem.
V stavbi je monogram s portretom Sigismonda Pandolfa Malatesta, v profilu in okronan z lovorom kot rimski general, raztresen med reliefi, da postane vodilni motiv celotnega Tempio.
Podoben praznični kompleks, kjer v krščanskem templju slavijo človeka in njegovo rodbino, v kateri notranjost prepletata gotsko in pogansko kulturo, je bil takrat možen le v provincialnem mestu, kjer je vladal človek z natančnimi političnimi nameni samopromocije. O tem templju je papež Pij II. zapisal, da je bil »poln poganskih del do te mere, da je manj podoben krščanski cerkvi kot templju nevernikov, ki častijo hudiča.«

### Druga dela v Romagni: Forlì in Cesena
Leta 1454 je izdelal orehov portal knjižnice Biblioteca Malatestiana v Ceseni.
V letih 1454-1455 je za svetišče Santa Maria delle Grazie di Fornò blizu Forlija izdelal Marijo z otrokom, dragocen kip naravne višine (174 cm), ki je danes ohranjen v škofovski palači v Forliju. Na prvotni lokaciji, na zunanji fasadi svetišča, je trenutno vidna kopija.
Sveta Trojica, ki jo časti Pietro Bianco, marmorni relief s strukturo, podobno strukturi Masacciove Svete trojice, izdelana za isto svetišče in shranjen v notranjosti, izvira iz istega obdobja Marije z otrokom, vendar z negotovim datumom.

### Kasnejša dela
Med letoma 1457 in 1462 je izdelal marmorno fasado oratorija San Bernardino v Perugii.
Med letoma 1463 in 1470 je ustvarjal dela predvsem za Firence. Med letoma 1464 in 1469 je naslikal tako imenovano Madonno d'Auvillers za Piera de' Medici, znanega kot il Gottoso, ki je zdaj shranjena v Louvru.
Projekt triločnih vrat Porta di San Pietro v Perugii kot vstop v  samostan sv. Petra, ki ga je navdihnil Alberti, sega v leto 1473.
Geraldinijeva grobnica v stolnici v Amelii sega v leto 1477, z veliko udeležbo pomoči.
Umrl je v Perugii leta 1481.

## Seznam nekaterih del
- Madonna d'Auvillers, Louvre, Pariz
- Madona z otrokom iz gradu Spinelli v Rignanu, Louvre, Pariz
- Madona z otrokom s štirimi angeli, Museu de Arte, San Paolo v Braziliji
- Nagrobni spomeniki članov družine Geraldini, cerkev San Francesco, Amelia
- Madona z otrokom, (terakota), Nacionalna galerija Umbrije, Perugia[7]
- Kompleks figur, namenjenih za uničeno cerkev Santa Mari delle Volte, (marmor), Galleria Nazionale dell'Umbria, Perugia
- Dossal v kamnu in poslikani terakoti, cerkev San Domenico, Perugia
- Fragmentarna oltarna slika iz stolnice sv. Lovrenca s Kristusom v Pieta med Madonno in sv. Janezom ter Bogom Očetom, Kapitularni muzej San Lorenzo, Perugia

## Galerija
- Fasada Oratorija San Bernardino v Perugii.
- Rak, Tempio malatestiano.
- Ganimed kot Vodnar, Tempio malatestiano.
- Madonna d'Auvillers, Louvre.

## Vir
- Mina Bacci (a cura di), Agostino di Duccio, Fabbri, Milano 1966.